# Terra Linda
Terra Linda é um distrito da cidade de São Rafael, Califórnia, anteriormente uma área não incorporada do Condado de Marin. Fica a uma altitude de 52 metros.
Terra Linda é uma comunidade residencial e comercial/de escritórios na região do Vale de Las Gallinas, aproximadamente 23 quilômetros ao norte da Ponte Golden Gate. O parque habitacional inclui cerca de novecentas residências construídas por Joseph Eichler.

## Notoriedade
Em 1975, Terra Linda foi palco de um notório caso de assassinato, posteriormente apelidado de "assassinatos do churrasco" pela imprensa local e nacional. Na tarde de 21 de junho de 1975, Marlene Olive, de 16 anos, e seu namorado de 20 anos, Charles "Chuck" Riley, assassinaram os pais adotivos de Marlene, James e Naomi Olive, na residência Olive, na Hibiscus Way, e depois queimaram os corpos em uma fogueira no vizinho Parque Estadual China Camp. O casal foi preso em 28 de junho, após Marlene Olive dar à polícia relatos conflitantes e confusos sobre o paradeiro de seus pais desaparecidos. Após ser presa, Riley confessou os assassinatos.

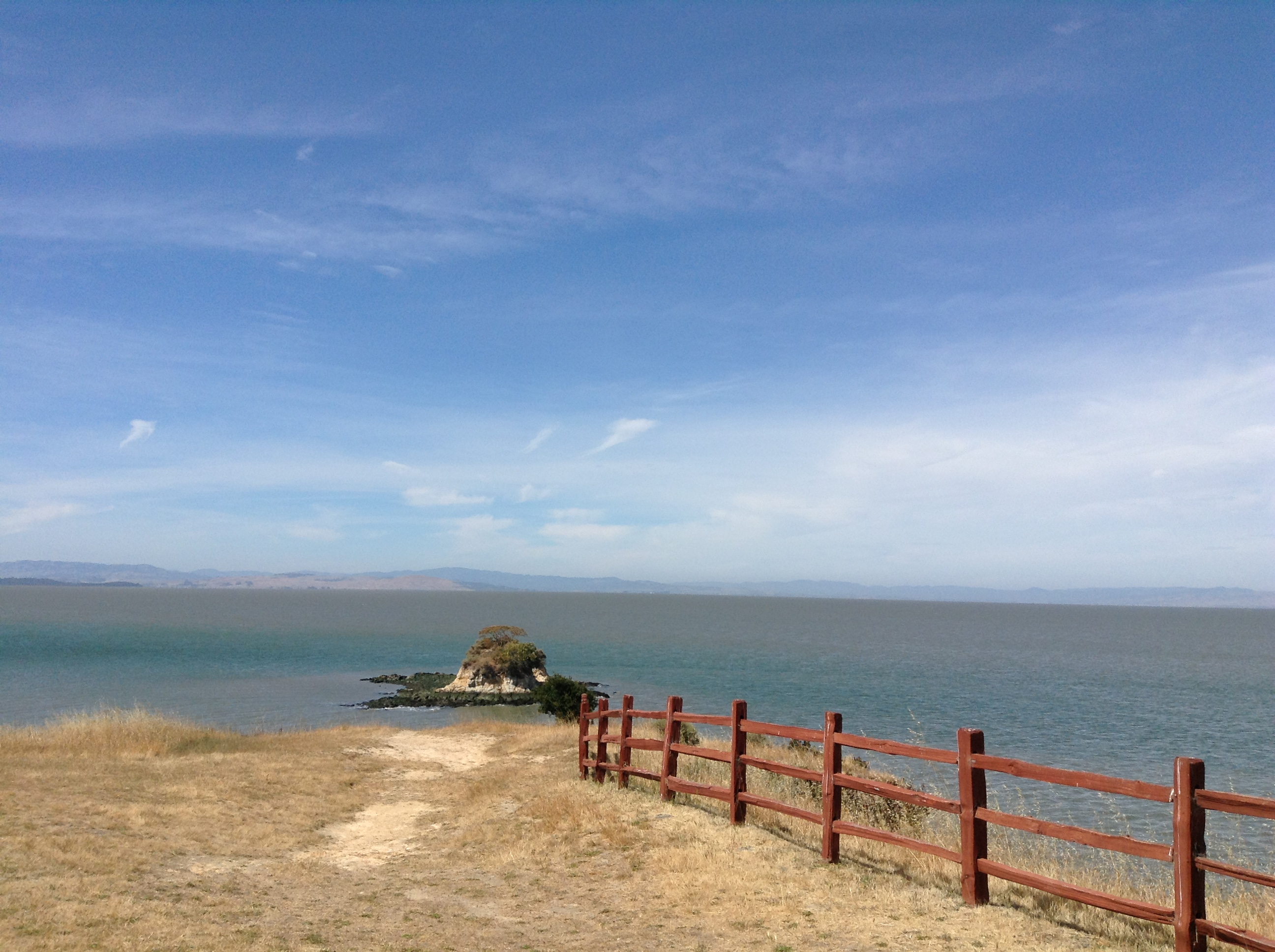
A área de piquenique no China Camp em São Rafael com vista para a ilha

No final de 1975, após um julgamento de sete semanas, Riley, julgado como adulto, foi considerado culpado de espancar Naomi Olive até a morte com um martelo e, em seguida, atirar em James Olive à queima-roupa quando ele chegou em casa e descobriu o corpo de sua esposa mortalmente ferida. Riley foi condenado à morte, que foi comutada para prisão perpétua quando a pena de morte foi considerada inconstitucional em 1978. Ele foi libertado em liberdade condicional em 8 de dezembro de 2015. Marlene Olive, após uma curta audiência no tribunal juvenil do Condado de Marin, foi condenada a cumprir aproximadamente quatro anos na Ventura School, a unidade juvenil da California Youth Authority ao norte de Los Angeles. O crime, o julgamento subsequente e as consequências são o tema do livro de Richard M. Levine de 1982, Bad Blood: A Family Murder in Marin County.